# Sammu-ramat

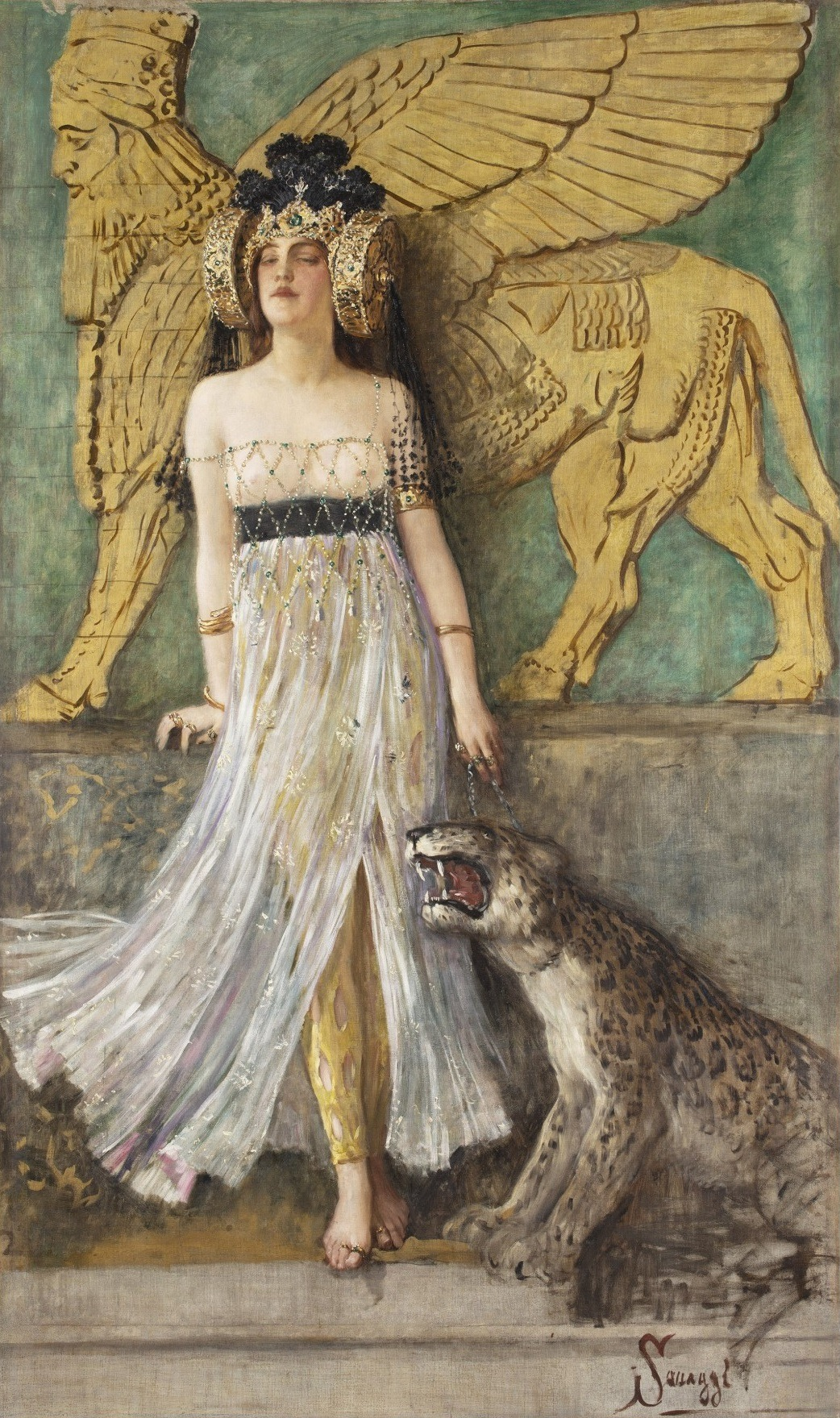
Regina semiramidei Babilonului, o lucrare simbolistă a pictorului Cesare Saccaggi din Tortona.

Sammu-ramat (Shammuramat sau Sammur-amat) a fost regină a Asiriei între anii 811 î.Hr.-808 î.Hr. Văduva regelui Shamshi-Adad al V-lea, după unele surse a domnit 3 ani pe tronul Asiriei. Alte surse susțin că domnia ei a durat din anul 809 î.Hr. până în anul 792 î.Hr.
Stela reginei Shammuramat (piatra memorială) a fost găsită în Assur, în timp ce inscripția din Calah (Nimrud - o localitate asiriană din antichitate) indică că ea a domnit după moartea soțului său și înainte să guverneze fiul său. Cu toate că legendara Semiramida este de obicei considerată o figură mitică, există unele evidențe în înregistrările asirice ce indică cum că de fapt ar fi denumirea greacă pentru Shammu-ramat. Această identificare între Shammu-ramat și Semiramida se află în dispută.

## Date biografice
Sammu-ramat s-a născut în jurul anului 822 î.Hr. Deși nu există indicii clare că ar fi avut sânge regal, regele Shamshi-Adad al V-lea a ridicat-o la rang de soție. După moartea lui, la tron urmează fiul lor, Adadnirari al III-lea, în vârstă de 12 ani, iar Sammu-ramat devine regentă și preia efectiv conducerea statului. Acesta este singurul caz din istoria statului asirian când o femeie accede la putere.
Sammu-ramat a militat pentru o apropiere între asirieni și akkadieni, sub conducerea regilor de la Assur. Ea l-a adus pe zeul babilonian Nebo de la Borsippa la Kalach (Nimrud), în Asiria. Prin aceasta, a contribuit la reunificarea sub același sceptru a asirienilor și akkadienilor, care până atunci fuseseră dușmani. Printre realizările ei se numără și perfecționarea sistemului de irigații din Mesopotamia, evitând astfel daunele cauzate de secetă.

### Activitate politică externă
Sammu-ramat a inițiat lupte împotriva urartienilor și apoi a mezilor. A declanșat campanii spre vest și sud împotriva prinților sirieni. Potrivit unor legende grecești, ar fi fost prima femeie care a luat parte activă la războaie, îmbrăcată în pantaloni.

## Mituri
Sammu-ramat, numită și Semiramida, este menționată în mituri grecești, în special în lucrările lui Herodot. Astfel, potrivit legendei, ei i se atribuie întemeierea Babilonului, precum și construirea grădinilor suspendate de pe malurile Eufratului, una dintre cele șapte minuni ale lumii, însă autorii antici Ctesias și Berosus au dovedit că aceste grădini au fost construite de Nabucodonosor al II-lea pentru soția sa, Nictoris a II-a Semiramis.
În opera lui Herodot, Sammu-ramat este descrisă diferit. Potrivit istoricului grec, ea s-ar fi născut în Așkelon, Palestina și era fiica unei zeițe care a abandonat-o la naștere. Fetița a fost salvată de ciobani. Apoi, a fost adoptată de un funcționar de rang înalt de la curtea regală. Un demnitar asirian se căsătorește cu ea și merg împreună la Ninive. Suveranul asirian Ninos o cunoaște în timpul unei expediții și se îndrăgostește de ea. Se căsătorește cu ea, după ce soțul ei se sinucide. Nu după mult, Sammu-ramat îi va dărui regelui Ninos un fiu, numit Nynias, însă regele moare și astfel ea devine regina Asiriei. Pentru a nu-și pierde puterea totală, ea a refuzat să se recăsătorească.
Poetul latin Iuvenal o numește Cleopatra asiriană.